# Unruhen von Genf 1932

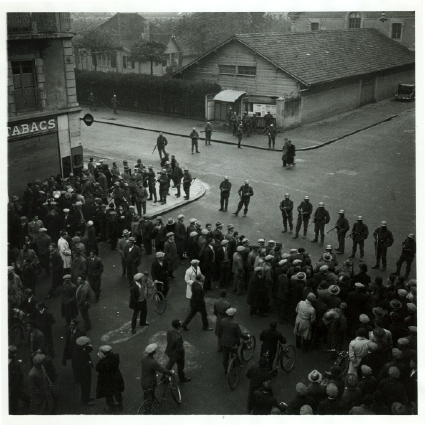
Unruhen in Genf 1932, Foto Paul Senn

Die Unruhen von Genf ereigneten sich am 9. November 1932, als Rekruten der Schweizer Armee 13 Demonstranten bei einer antifaschistischen Kundgebung in Genf erschossen und 65 schwer verletzten. In Genf sind die Ereignisse als «die Erschiessung», la fusillade du 9 Novembre, bekannt.

## Ablauf der Ereignisse

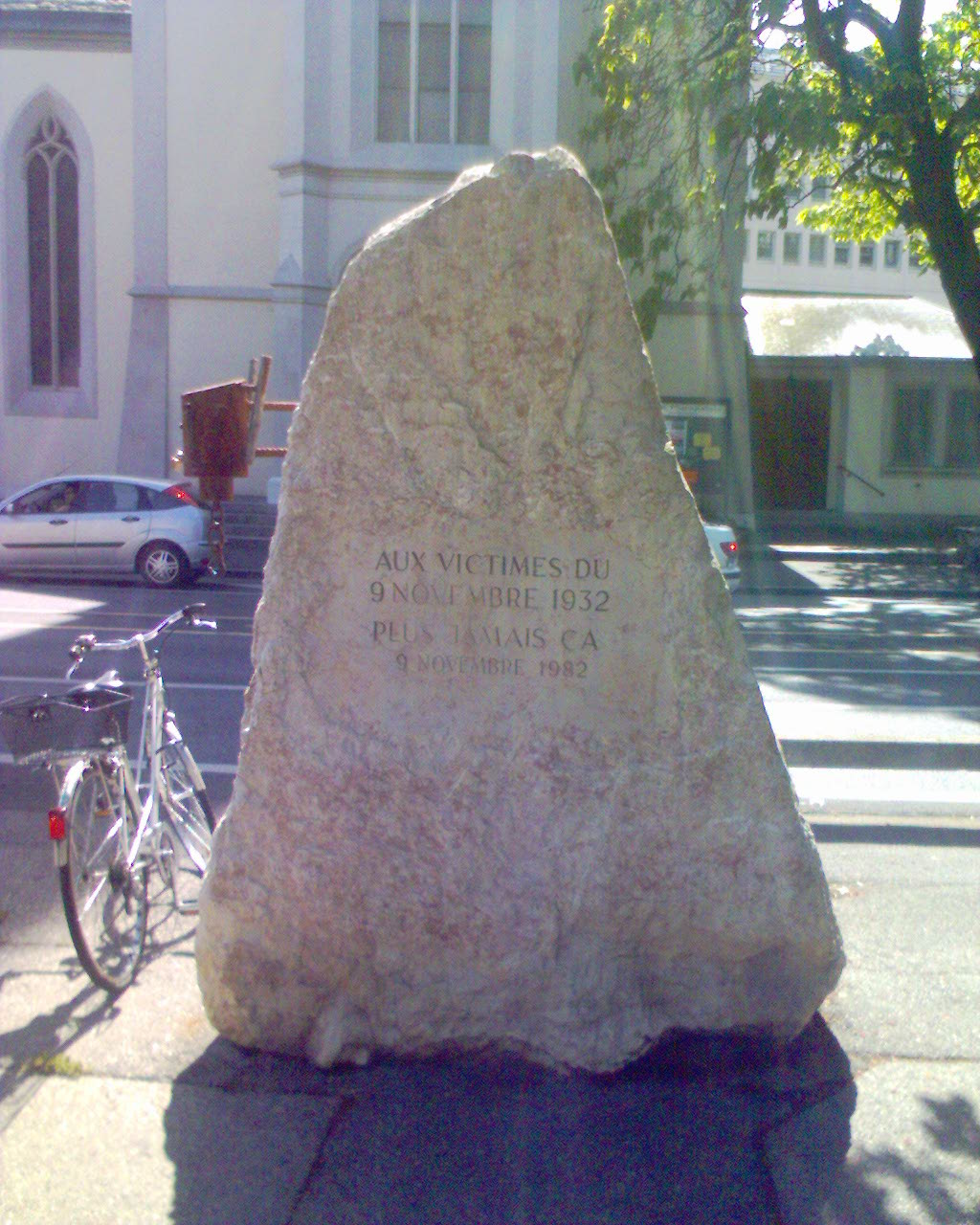
Denkmal zur Erinnerung an die Opfer, es befindet sich heute am Boulevard du Pont-d’Arve 40 in Genf.

Anlass war eine Innenveranstaltung der frontistischen Gruppe Union nationale, einer faschistischen Partei um Georges Oltramare, abgehalten in der Rue Carouge, gegen die rund 8000 Personen aus dem linken Lager demonstrierten und gegen die der Genfer Sozialist Léon Nicole und andere Personen als Redner auftraten. In den Räumen wollten die Faschisten ab 20:30 Uhr eine Art Tribunal (Plakattext: «Mise en accusation publique des sieurs Nicole et Dicker», deutsch Öffentliche Anklageerhebung gegen die Herren [sieurs=verächtlich] Nicole und Dicker) gegen die beiden Genfer Linkspolitiker Léon Nicole und Jacques Dicker errichten. Gewerkschafter, die Sozialdemokratische Partei, die Kommunistische Partei und andere Organisationen hatten zu der Gegendemonstration mobilisiert, nachdem ein Antrag der Sozialdemokraten für ein Verbot der Veranstaltung von den Behörden abgelehnt worden war.
Als die Genfer Polizei auf Anweisung des Regierungsrats durch die Lausanner Infanterierekrutenschule unter dem Kommando von Oberst Ernest Léderrey verstärkt wurde, eskalierte die Situation, und die Rekruten feuerten auf Befehl um 21:34 Uhr zuerst in die Luft und dann in die Menschenmenge. Etwa 150 Gewehrschüsse wurden abgefeuert. Dabei kamen auch Maschinengewehre zum Einsatz. Unter den Versammelten, die einer antimilitaristischen Rede Nicoles zugehört hatten, brach Panik aus. Die insgesamt 600 angeforderten Rekruten befanden sich zu jener Zeit erst in der sechsten Ausbildungswoche. Nach dem Blutvergiessen gingen die meisten Zivilisten nach Hause. Rund 200 bis 300 Personen, meist aus dem kommunistischen und anarchistischen Spektrum, zogen bis Mitternacht durch die Strassen von Genf, skandierten Assassins! (dt. Mörder!) und sangen die Internationale.
Tags darauf bewachte die Armee mit einem  aus dem Wallis angereisten Regiment zahlreiche öffentliche Gebäude. Die Genfer Kantonsregierung hatte laut dem Historiker Georges Andrey nach dem Schock kein Vertrauen mehr in die Zuverlässigkeit waadtländischer Truppen. Einige sozialistische Politiker um Léon Nicole wurden verhaftet. Begründet wurden die Erschiessungen in den amtlichen Erklärungen mit angeblichen Angriffen auf die Rekruten bei deren Hinweg, dem angeblichen Versuch der Demonstranten, bei der Kundgebung Absperrketten zu durchbrechen, und damit, dass die Demonstranten der Anweisung, die Demonstration aufzulösen, nicht Folge leisteten. Zudem sei es zu einem Handgemenge mit Demonstranten gekommen.
Der katholisch-konservative Bundespräsident Giuseppe Motta reiste an und stellte fest, dass die Ordnung nun wiederhergestellt sei. In der Zeit nach den Ereignissen gab es schweizweit Solidaritätskundgebungen, die jedoch von den Behörden mit erneuten Militäraufgeboten beantwortet wurden.
In Genf wurde am darauffolgenden Samstag ein Generalstreik von 24 Stunden ausgerufen. In Lausanne fanden Demonstrationen statt. Das Volksrecht, die Zeitung der Sozialdemokratischen Partei der Schweiz, sprach in ihrer Ausgabe vom 10. November 1932 von einem «Massaker voller Bestialität». Auf der Beerdigung des erschossenen Kommunisten Henri Fürst sprach der spätere kommunistische Nationalrat Jules Humbert-Droz als Redner zu einer grossen Menschenmenge.
Nach den Unruhen wurde die Justiz gegen die Organisatoren der antifaschistischen Demonstration aktiv, so wurde der Anarchosyndikalist Lucien Tronchet (1902–1982) verhaftet. Sieben Personen wurden im Mai 1933 von den Bundesassisen, dem Geschworenengericht des Bundes, wegen Anstiftung zum Aufruhr verurteilt. Der bereits am Tage nach der «Blutnacht» verhaftete Léon Nicole erhielt eine sechsmonatige Gefängnisstrafe. Als Mitglied des Nationalrates beanspruchte Nicole Immunität gegen die Strafverfolgung, das heisst die Entlassung aus der Haft für die Dauer der Sessionen des Nationalrates. Der Nationalrat verweigerte ihm diese Immunität am 6. Dezember 1932 nach einer mehrstündigen, teils tumultuösen Debatte mit 120 zu 47 Stimmen. Nicole kam im November 1933 frei und wurde sogleich mit drei weiteren Genossen in den Genfer Staatsrat (Conseil d’État) gewählt. Auch die Lausanner Stadtregierung ging an die Sozialdemokraten.

## Die Todesopfer (unvollständig)
- Francis Clerc, 54-jähriger Waadtländer (sein Sohn war gleichzeitig unter den Rekruten, die auf die Demonstranten schossen)[4]
- Henri Fürst, Präsident der kommunistischen Partei Genf[5]
- Gabriel Loup, Bäckermeister[5]
- Jean-Pierre Larderaz, Handlungsgehilfe[5]
- Alphonse Kolly, 41-jähriger Freiburger[4]
- Oscar Maurer, Bankangestellter[5]
- Marius Rattaz, 36-jähriger Lehrer (starb am 14. November 1932 an der Schussverletzung)[4]

## Anfrage um Truppen 1946
Der Genfer Staatsrat und Militärdirektor Aymon de Senarclens sprach am 13. Mai 1946 beim Generalstabschef vor, um mit den zuständigen eidgenössischen Stellen die Möglichkeit eines Aufgebots kantonaler Truppen zu besprechen. Die Regierung des Kantons rechne mit der Möglichkeit von Unruhen. Der Bundesrat ermächtigte in vertraulicher Sitzung den Regierungsrat des Kantons Genf, über die Füs.Bat. 10 und 13, die Lw.Füs.Kp. III/3 und die Ter.Bat. 121, 122 und 123 zu verfügen, dies unter Möglichkeit, die reduzierten Stäbe des Inf.Rgt. 3 und des Ter.Rgt. 71 aufzubieten. Der Regierungsrat solle dabei direkt mit dem Generalstabschef verkehren. Unter anderem 10'000 Tränengasgranaten wurden, unter voller Rechnungsstellung für allfälligen Verbrauch, zur Verfügung gestellt.

## Erinnerung an die Unruhen
Am 9. November 1982 wurde beim Plainpalais ein fünf Tonnen schwerer Gedenkstein für die Opfer mit der Inschrift Plus jamais ça (Nie mehr so etwas) aufgestellt. Die ursprünglich unbewilligte Aufstellung durch die Bauarbeitergewerkschaft Fédération des ouvriers du bois et du bâtiment (FOBB) wurde nachträglich bewilligt.
2018/19 lehnte das Bundesparlament eine 2016 mit grosser Mehrheit beschlossene Standesinitiative des Kantons Genf für die Rehabilitierung der nach den Genfer Unruhen verurteilten Demonstranten ab. Bei den Genfer Unruhen fand die letzte von zehn Bundesinterventionen seit Gründung des Bundesstaats von 1848 statt.